# ماذا لو (مسلسل رسوم متحركة)
ماذا لو (بالإنجليزية: What If...?) هو مسلسل رسوم متحركة أنثولوجية أمريكي يبث على منصة ديزني+،المسلسل يدور على أحداث عالم مارفل السينمائي إذا وقعت بشكل مختلف،المسلسل من إنتاج شركة مارفل ستوديوز.
يتكون المسلسل من 9 حلقات وتم عرضه لأول مرة في 11 أغسطس 2021.

## روابط خارجية
- الموقع الرسمي
- ماذا لو (مسلسل رسوم متحركة) على موقع IMDb (الإنجليزية)
- ماذا لو (مسلسل رسوم متحركة) على موقع ميتاكريتيك (الإنجليزية)
- ماذا لو (مسلسل رسوم متحركة) على موقع روتن توميتوز (الإنجليزية)
- ماذا لو (مسلسل رسوم متحركة) على موقع فيلمافينيتي (الإسبانية)
- ماذا لو (مسلسل رسوم متحركة) على موقع كينوبويسك (الروسية)
- ماذا لو (مسلسل رسوم متحركة) على موقع ألو سيني (الفرنسية)
- ماذا لو (مسلسل رسوم متحركة) على موقع ميوزك برينز (الإنجليزية)
- ماذا لو (مسلسل رسوم متحركة) على موقع قاعدة بيانات الفيلم (الإنجليزية)